# Bø, Nordland
Bø är den största tätorten i Bø kommun i Nordland fylke i norra Norge. Orten ligger vid fylkesväg 820, på den västligaste delen av ön Langøya i ögruppen Vesterålen.